# Lophuromys chercherensis
Lophuromys chercherensis (Lavrenchenko, Verheyen, Verheyen, Hulselmans & Leirs, 2007) è un roditore della famiglia dei Muridi endemico dell'Etiopia.

## Descrizione

### Dimensioni
Roditore di piccole dimensioni, con la lunghezza della testa e del corpo tra 114 e 145 mm, la lunghezza della coda tra 60 e 65 mm, la lunghezza del piede tra 22 e 24 mm, la lunghezza delle orecchie tra 17 e 18 mm e un peso fino a 78 g.

### Aspetto
Le parti superiori sono bruno-nerastre con dei riflessi rossastri, con i singoli peli rossastro brillanti alla base, giallo pallido nella parte centrale e nerastri all'estremità, i quali producono un colore generale screziato, mentre le parti ventrali variano dal giallo-grigiastro al rossastro chiaro, con la punta dei peli bianca. Il dorso delle zampe anteriori è brunastro scuro, mentre quello dei piedi è rossastro, attraversato longitudinalmente da una banda brunastra. Gli artigli sono chiari e lunghi, particolarmente quelli delle zampe anteriori. La coda è più corta della testa e del corpo, ricoperta di peli nerastri sopra e grigio scuri con la punta bianca sotto. Il cariotipo è 2n=70 FNa=84.

## Biologia

### Comportamento
È una specie terricola.

## Distribuzione e habitat
Questa specie è endemica delle montagne Chercher, nell'Etiopia centro-orientale.
Vive nelle foreste di Podocarpus tra 2.000 e 2.700 metri di altitudine.

## Conservazione
La IUCN considera questa specie come sinonimo di Lophuromys flavopunctatus.